# Батини, Мартина
Мартина Батини (итал. Martina Batini, род. 17 апреля 1989 года) — итальянская фехтовальщица на рапирах, трёхкратная чемпионка мира и пятикратная чемпионка Европы, чемпионка Италии 2014 года. Бронзовый призёр Олимпийских игр 2020 в Токио. 

## Биография
Родилась в 1989 году в Пизе. В 2014 году и на чемпионате мира, и на чемпионате Европы завоевала по золотой и серебряной медали. В 2015 году стала чемпионкой мира и Европы. В 2016 году завоевала серебряные медали в командном первенстве как на чемпионате мира, так и на европейском чемпионате. В 2017 году итальянка в составе команды одержала победу как на европейском, так и на мировом первенстве.